# Margattea concava
Margattea concava (лат.) — вид тараканов рода Margattea из семейства Ectobiidae (в составе подсемейства Pseudophyllodromiinae или в отдельном семействе Pseudophyllodromiidae). Китай.

## Распространение
Встречается в Китае: Хайнань (Diaoluo Mountain, Lingshui; Maogan, Baoting), Юньнань (Menglun, Xishuangbanna).

## Описание
Тело небольшое (около 1 см), желтовато-коричневое. От близких видов может быть отличим по следующим признакам:
грифельки (styli) симметричные, конические; пронотальный диск с коричневыми пятнами; голова желтовато-коричневая; передневентральный край переднего бедра типа B2. Расстояние между глазами широкое, больше половины межоцеллярного расстояния. Пятый нижнечелюстной пальмомер расширен, третий и четвёртый пальмомер оба длиннее пятого. Переднеспинка субэллиптическая, шире длины, диск обычно с симметричными макулами и полосами. Надкрылья и задние крылья полностью развиты. Таксон был впервые описан в 2009 году по материалам из Китая. Валидный статус вида был подтверждён в 2024 году китайскими энтомологами из Southwest University (Чунцин, Китай).